# Marcin Baszczyński
Marcin Baszczyński (uitspraak: [ˈmart͡ɕin baʂˈtʂɨɲski], ong. martjien basjtjenjskie) (Ruda Śląska, 7 juni 1977) is een Poolse profvoetballer.

## Clubcarrière
Baszczyński is een verdediger die zijn profcarrière begon in 1995 bij Ruch Chorzów. Na vijf seizoenen hield hij het daar voor bekeken en trok in de zomer van 2000 naar de Poolse topclub Wisła Kraków waarmee hij diverse successen behaalde.
In januari 2006 mocht Baszczyński even testen bij West Ham United, maar de transfer ging uiteindelijk niet door. Vanaf het seizoen 2009-2010 speelt Baszczyński voor het Griekse Atromitos.

## Interlandcarrière
Baszczyński speelde zijn eerste interland op 26 januari 2000 tegen Spanje. Hij maakte deel uit van de Poolse selectie voor het WK voetbal 2006 en speelde tot en met 1 september 2009 35 interlands, waarin hij eenmaal tot scoren kwam.

## Statistieken

### Carrière
| seizoen                 | club                    | land                    | competitie   | duels | goals |
| ----------------------- | ----------------------- | ----------------------- | ------------ | ----- | ----- |
| 1995-1996               | Ruch Chorzów            | Polen                   | I liga       | ?     | ?     |
| 1996-1997               | Ruch Chorzów            | Polen                   | Ekstraklasa  | 26    | 0     |
| 1997-1998               | Ruch Chorzów            | Polen                   | Ekstraklasa  | 29    | 1     |
| 1998-1999               | Ruch Chorzów            | Polen                   | Ekstraklasa  | 28    | 0     |
| 1999-2000               | Ruch Chorzów            | Polen                   | Ekstraklasa  | 24    | 1     |
| 2000-2001               | Wisła Kraków            | Polen                   | Ekstraklasa  | 30    | 1     |
| 2001-2002               | Wisła Kraków            | Polen                   | Ekstraklasa  | 24    | 1     |
| 2002-2003               | Wisła Kraków            | Polen                   | Ekstraklasa  | 25    | 1     |
| 2003-2004               | Wisła Kraków            | Polen                   | Ekstraklasa  | 24    | 1     |
| 2004-2005               | Wisła Kraków            | Polen                   | Ekstraklasa  | 25    | 2     |
| 2005-2006               | Wisła Kraków            | Polen                   | Ekstraklasa  | 28    | 2     |
| 2006-2007               | Wisła Kraków            | Polen                   | Ekstraklasa  | 20    | 0     |
| 2007-2008               | Wisła Kraków            | Polen                   | Ekstraklasa  | 27    | 1     |
| 2008-2009               | Wisła Kraków            | Polen                   | Ekstraklasa  | 18    | 1     |
| 2009-2010               | Atromitos               | Griekenland             | Super League | 20    | 1     |
| 2010-2011               | Atromitos               | Griekenland             | Super League | 25    | 0     |
| 2011-2012               | Polonia Warschau        | Polen                   | Ekstraklasa  | 23    | 0     |
| 2012-2013               | Polonia Warschau        | Polen                   | Ekstraklasa  | 12    | 0     |
| 2012-2013               | Ruch Chorzów            | Polen                   | Ekstraklasa  | 9     | 0     |
| Bijgewerkt 20 juli 2015 | Bijgewerkt 20 juli 2015 | Bijgewerkt 20 juli 2015 | Totaal       | 417   | 13    |

### Interlands
| WK-statistieken | Club         | Positie    | W |   |   | Goal | A |   |   |   |
| --------------- | ------------ | ---------- | - | - | - | ---- | - | - | - | - |
| WK voetbal 2006 | Wisła Kraków | Verdediger | 3 | 0 | 0 | 0    | 0 | 1 | 0 | 0 |

## Erelijst

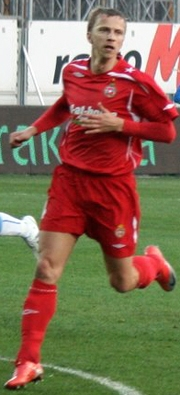
Marcin Baszczyński

Wisła Kraków
- Pools landskampioen (6x)

2001, 2003, 2004, 2005, 2008, 2009
- Pools bekerwinnaar (2x)

2002, 2003
- Poolse Supercup (1x)

2001
- Liga beker (1x)

2001
 Ruch Chorzów
- Pools bekerwinnaar (1x)

1996